# Filip d'Amfípolis
Filip d'Amfípolis (en grec Φιλίππος) va ser un escriptor grec que va viure en data desconeguda.
Va ser cèlebre per la seva obscenitat, de la que Suides dona algunes referències significatives.
A Suides s'esmenten com obres seves:
- Ροδιακὰ βιβλία, Rhodiaca Libris XIX, història de  Rodes, a la que estigmatitza per la seva obscenitat
- κωανὰ o Κωïακὰ̓, βιβλία β', Coiaca Libris duobus, història de l'illa de Cos
- Θυσιακά, De Sacrificiis, o Θασιακά, Thasiaca, història de Tasos

Va escriure altres obres que Suides no menciona. El metge i escriptor Teodor Priscià el qualifica entre els escriptors de llibres d'amor i plaer. Totes les seves obres s'han perdut.